# Энь (Верхняя Гаронна)
Энь (фр. Aignes, окс. Anhas) — коммуна во Франции, находится в регионе Юг — Пиренеи. Департамент — Верхняя Гаронна. Входит в состав кантона Сентгабель. Округ коммуны — Мюре.
Код INSEE коммуны — 31002.

## География

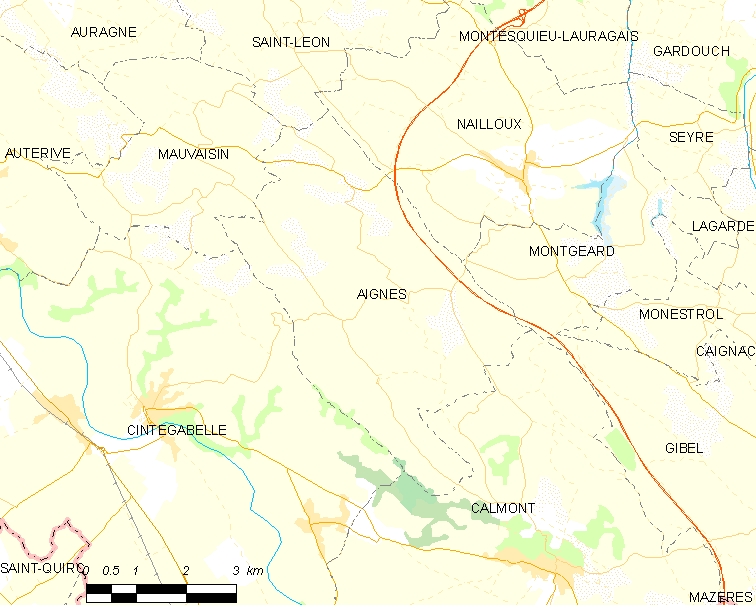
Карта коммуны

Коммуна расположена приблизительно в 620 км к югу от Парижа, в 34 км к югу от Тулузы.

## Климат
Климат умеренно-океанический. Зима мягкая и снежная, весна характеризуется сильными дождями и грозами, лето сухое и жаркое, осень солнечная. Преобладают сильные юго-восточные и северо-западные ветры.

## Население
Население коммуны на 2010 год составляло 234 человека.
| 1962 | 1968 | 1975 | 1982 | 1990 | 1999 | 2010 |
| ---- | ---- | ---- | ---- | ---- | ---- | ---- |
| 333  | 219  | 184  | 176  | 168  | 193  | 234  |

## Администрация
| Период | Период | Фамилия        | Партия                  | Примечания |
| ------ | ------ | -------------- | ----------------------- | ---------- |
| 2001   | 2008   | Николь Клозель | Социалистическая партия |            |
| 2008   | 2020   | Жюд Мат        |                         |            |

## Экономика
В 2010 году среди 151 человека трудоспособного возраста (15—64 лет) 116 были экономически активными, 35 — неактивными (показатель активности — 76,8 %, в 1999 году было 65,9 %). Из 116 активных жителей работали 103 человека (54 мужчины и 49 женщин), безработных было 13 (9 мужчин и 4 женщины). Среди 35 неактивных 11 человек были учениками или студентами, 11 — пенсионерами, 13 были неактивными по другим причинам.